# Епархия Эликроки

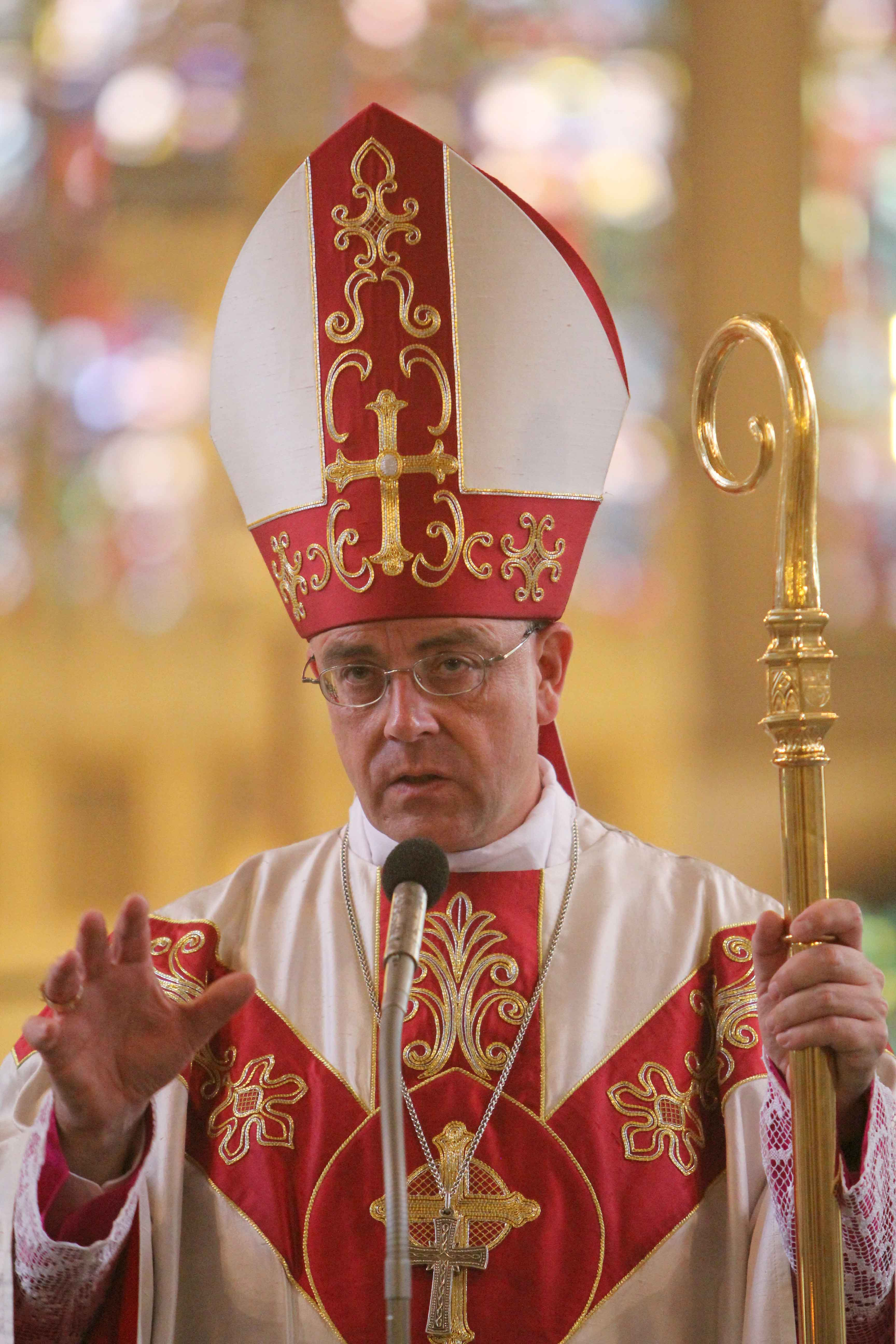
Титулярный епископ Маттиас Кёниг

Епархия Эликроки (лат. Dioecesis Eliocrocensis) — упразднённая епархия Римско-Католической церкви, в настоящее время является титулярной епархией.

## История
Античный римский город Элиокрока, который сегодня известен как Лорка, являлся в первые века христианства местом одноимённой епархии, входившей в митрополию Толедо. В настоящее время известно только об единственном епископе этой епархии под именем Сукцессий, который в начале IV века принимал участие в Эльвирском соборе.

## Епископы
- епископ Сукцессий (упоминается в IV веке);

## Титулярные епископы
- епископ Пауль Кларенс Шульте (3.01.1970 — 17.02.1984);
- епископ Эктор Хулио Лопес Уртадо (15.12.1987 — 29.10.1999) — назначен епископом Гранады;
- епископ Мануэль Нето Кинтас (30.06.2000 — 22.04.2004) — назначен епископом Фару;
- епископ Маттиас Кёниг (14.10.2004 — по настоящее время).